# (7130) Klepper
(7130) Klepper ist ein Asteroid des inneren Hauptgürtels, der am 30. April 1992 vom deutschen Astronomen Freimut Börngen an der Thüringer Landessternwarte Tautenburg (IAU-Code 033) im Tautenburger Wald in Thüringen entdeckt wurde.
Der Asteroid wurde nach dem deutschen Theologen Jochen Klepper (1805–1868) benannt, der als Journalist und Schriftsteller arbeitete. Er ist einer der bedeutendsten Dichter geistlicher Lieder des 20. Jahrhunderts.